# Kočovce
Kočovce (em húngaro: Kocsóc) é um município da Eslováquia, situado no distrito de Nové Mesto nad Váhom, na região de Trenčín. Tem 15,32 km² de área e sua população em 2018 foi estimada em 1.584 habitantes.

## Demografia
| Ano:        | 1994 | 2004   | 2014   | 2024    |
| ----------- | ---- | ------ | ------ | ------- |
| Broj ljudi: | 1359 | 1399   | 1501   | 1845    |
| Razlika:    |      | +2,94% | +7,29% | +22,91% |

| Ano:               | 2023 | 2024   |
| ------------------ | ---- | ------ |
| Número de pessoas: | 1795 | 1845   |
| Diferença:         |      | +2,78% |